# عبد اللطيف رحال
عبد اللطيف رحال (14 أفريل 1922 بندرومة - 29 ديسمبر 2014) ديبلوماسي  وسياسي جزائري.

## نبذة
فيما بيـن 1956 و1962، شارك في كفاح التحرير الوطني وتقلد مختلف مسؤوليات في مستويات مختلفة. في 1962، كلف بالانضمام إلى الهيئة التنفيذية الـمؤقتة (روشي نوار)، برسم جبهة التحرير الوطني، وشارك باسمها في التحضير والإشراف على استفتاء تقرير الـمصير الذي أفضى إلى استقلال الجزائر. في 1963، عيّن مديرا لديوان أول رئيس للجمهورية، ثم سفيرا ممثلا ساميا للجزائر لدى الجمهورية الفرنسية.
فيما بيـن 1964 و 1970، عيـن أمينا عاما لوزارة الشؤون الخارجية. بهذه الصفة، كلف بالتنسيق بيـن لجان تنظيم الوزارة والإشراف عليها وبإعداد النصوص التشريعية التي تنظم السلك الدبلوماسي وسير السفارات والقنصليات. كما تولى بنفسه مسؤولية تكويـن الإطارات الدبلوماسييـن وتنظيم مسابقات توظيف هؤلاء.
فيما بيـن 1971 و1977،  قلد مهام سفير، ممثل دائم للجزائر لدى منظمة الأمم الـمتحدة. وبهذه الصفة تولى عضوية: مجلس ناميبيا؛ اللجنة حول الأبارتياد ؛ اللجنة حول الإرهاب الدولي؛ الـمجموعات العربية، والإفريقية، ومجموعة دول عدم الانحياز و مجموعة «السبعة وسبعيـن».
فيما بيـن 1973 و1975، ترأس اللجنة الدائمة لدول عدم الانحياز على مستوى الـممثليـن الدائميـن في الأمم الـمتحدة. ساهم، سنة 1974، في تحضير الدورة الاستثنائية للجمعية العامة للأمم الـمتحدة التي خصصت للـمسائل الـمتعلقة بالـمواد الأولية والتنمية و إعداد الوثيقة الـمرجعية التي أدت إلى اتخاذ القرارات الـمتعلقة بالنظام الاقتصادي الدولي الجديد، والتي صودق عليها خلال تلك الجمعية العامة الاستثنائية. كما انتخب نائبا لرئيس مجموعة الـمفاوضات التي أنشأتها الجمعية العامة، وناطقا رسميا لـمجموعة السبعة وسبعيـن خلال تلك الـمفاوضات.
فيما بيـن 1977 و1979، تمّ تعييـنه وزيرا للتعليم العالي والبحث العلـمي. وبهذه الصفة، ترأس اللجنة الوطنية الـمكلفة بتقييم إصلاح التعليم العالي الذي اعتمد عام 1971. وترأس في 1978 الوفد الجزائري الـمشارك في الندوة العامة لليونسكو.

## وفاته
توفي عبد اللطيف رحال يوم الإثنين 29 ديسمبر 2014 عن عمر 92 سنة، وقد بعث رئيس الجمهورية عبد العزيز بوتفليقة ببرقية تعزية مؤكدا فيها أن الفقيد «علم من أعلام الجزائر وأحد رجالات الدولة المخلصين البارزين».

## تخليدا لذكراه
تحمل اسمه: 
- مركز الجزائر الدولي للمؤتمرات عبد اللطيف رحال